# Marco Bellocchio
Marco Bellocchio (ur. 9 listopada 1939 w Bobbio) – włoski reżyser, scenarzysta i producent filmowy. Jeden z głównych przedstawicieli kina kontestacyjnego we Włoszech.

## Biografia i twórczość

### Dzieciństwo i młodość
Marco Bellocchio wychowywał się w rodzinie mieszczańskiej; jego ojciec był adwokatem, a matka nauczycielką. Ukończył szkoły prowadzone przez instytucje religijne (gimnazjum braci szkolnych i liceum barnabitów w Lodi). Zapisał się na Wydział Filozofii Katolickiego Uniwersytetu Najświętszego Serca w Mediolanie. W 1959 rozpoczął studia w szkole filmowej Centro sperimentale di cinematografia w Rzymie.

### Lata 60.
Na początku lat 60. nakręcił kilka filmów krótkometrażowych: Abbasso lo zio, La colpa e la pena (oba z 1961 roku) i Il Ginepro fatto uomo (z 1962), noszących wyraźne wpływy Felliniego i Antonioniego. Później wyjechał do Londynu, gdzie uczęszczał na kursy filmowe w Slade School of Fine Arts, zakończone dysertacją na temat Antonioniego i Bressona.
W 1965 zadebiutował filmem fabularnym Pięści w kieszeni, który wywołał powszechne zdumienie. Film zaskakiwał bardzo dobrym opanowaniem filmowego języka, ale jeszcze bardziej wstrząsającym obrazem ukazanej rzeczywistości, w której jeden z członków rodziny, chory na epilepsję morduje matkę i upośledzonego umysłowo brata, a podekscytowany dobrze zapowiadającą się przyszłością doznaje ataku choroby i umiera. Obecna w pobliżu siostra nie udziela mu pomocy. Film cechuje nagromadzenie motywów patologicznych, mających sens symboliczny: zabicie matki oznacza wyzwolenie się z typowo włoskiego kultu Wielkiej Matki, a spalenie rodzinnych pamiątek – gest odrzucenia stereotypowych obrządków rodzinnych. Kontrowersyjny film nie został zakwalifikowany do programu festiwalu w Wenecji, ani do dystrybucji przez państwowe przedsiębiorstwo Italnoleggio Cinematografico. Jego wartości doceniono później, a reżyser zyskał miano przywódcy grupy kontestatorów. Film otrzymał nagrodę na MFF w Locarno. W 1967 Bellocchio zrealizował film Chiny są blisko, będący kąśliwym obrazem życia politycznego na włoskiej prowincji (nagrodzony w tym samym roku na 28. MFF w Wenecji).

### Lata 70.

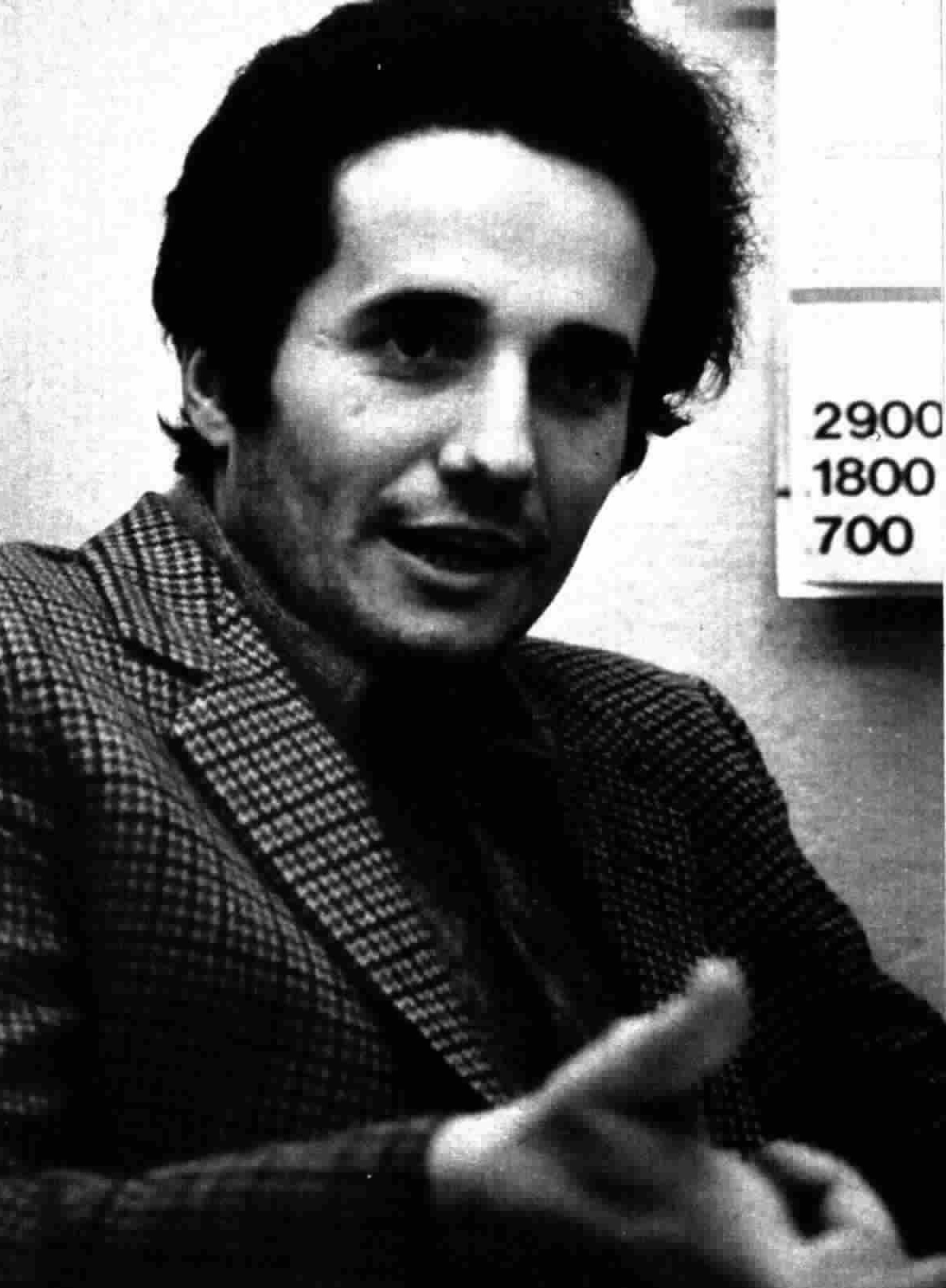
Marco Bellocchio (1970)

W kolejnym filmie, W imię ojca (1971) w szokujący sposób skompromitował model edukacji z czasów Piusa XII, kiedy sam zdobywał wykształcenie. Filmy Pięści w kieszeni, Chiny są blisko i W imię ojca tworzą swego rodzaju trylogię, zawierającą pewne wątki autobiograficzne. Po premierze tego ostatniego reżyser oświadczył, że kontestację zamierza odtąd uprawiać w sposób bardziej tradycyjny, a realizowane filmy kierować do szerszego grona publiczności. Nakręcony w 1972 obraz Dajcie sensację na pierwszą stronę (do scenariusza Sergio Donatiego) demaskował mechanizmy i metody walki politycznej prowadzonej za pomocą prasy. Dał poglądową lekcję jak perfidnym narzędziem manipulacji opinią publiczną może stać się gazeta ciesząca się opinią solidnej i niezależnej. Uosobieniem tych działań stał się odtwórca jednej z głównych ról, Gian Maria Volonté
W filmie Marsz triumfalny (1976) Bellocchio zaatakował rygory wojskowe, włączając się nim, podobnie jak poprzednim, w nurt włoskiego kina politycznego. W 1977  w karierze Bellocchia dokonał się nowy zwrot. Nakręcił on film Mewa, będący adaptacją sztuki teatralnej Antona Czechowa pod tym samym tytułem. Film stanowi początek nowego etapu w dorobku filmowym reżysera. Chociaż z jednej strony istnieją u niego wątpliwości, pytania i zarzuty w odniesieniu do burżuazyjnego społeczeństwa, to z drugiej staje się bardziej widoczna krytyczna analiza odpowiedzi udzielanych przez lewicę.

### Lata 80.
W filmie Skok w pustkę (1980) powrócił do tematu wynaturzeń życia rodzinnego. Występujący w nim aktorzy Anouk Aimée i Michel Piccoli zostali nagrodzeni na 33. MFF w Cannes, odpowiednio nagrodą dla najlepszej aktorki i aktora, natomiast Bellocchio zdobył nagrodę David di Donatello w kategorii: najlepszy reżyser. Temat wynaturzeń podjął raz jeszcze w filmie Oczy, usta (1982). Po nim nakręcił takie obrazy będące adaptacjami literackimi: Henryk IV (1984), oparty na sztuce Luigiego Pirandella i Diabeł wcielony (1986), będący wolną interpretacją powieści Raymonda Radigueta.

### Lata 90.
Od początku lat 90. introspektywne dociekania, charakteryzujące w coraz większym stopniu filmy Bellocchia, ujawniły rosnące zainteresowanie ich twórcy światem psychiatrii i psychologii. To film oparty na scenariuszu psychiatry Massimo Fagiolego miał mu przynieść najbardziej prestiżową nagrodę w jego karierze; za film Wyrok (1991) otrzymał nagrodę Srebrnego Niedźwiedzia na 41. MFF w Berlinie.
W 1999 zrealizował film Niańka (na podstawie powieści Luigiego Pirandella), za który otrzymał nagrodę David di Donatello za najlepsze kostiumy oraz cztery nagrody Ciak d’oro w kategoriach: najlepsza aktorka drugoplanowa, zdjęcia, scenografia i kostiumy.
Zasiadał w jury konkursu głównego na 56. MFF w Wenecji (1999).

### XXI wiek
Nowe tysiąclecie reżyser rozpoczął powrotem do filmów polemicznych. Kreowany przez Sergio Castellitto bohater nakręconego w 2002 roku Czasu religii, malarz i ateista, żyjąc w konfrontacji z kościołem i religią staje w obliczu zaskakującej wiadomości o procesie beatyfikacyjnym jego matki i wobec dylematu, czy posyłać syna na lekcje religii.
W 2003 roku Bellocchio zrealizował introspektywny film Witaj, nocy, rekonstruujący porwanie byłego premiera Włoch Alda Moro. Akcja filmu, opartego na powieści Anny Laury Braghetti Il prigioniero, ukazuje związek między Moro a jednym z jego porywaczy -  młodą kobietą, ukazaną jako osoba o podwójnym życiu. Bibliotekarka w dzień i terrorystka w nocy, odkrywa więź  z Moro, która prowadzi ją do kryzysu ideologicznego.
W nakręconym w 2012 roku filmie Śpiąca królewna reżyser raz jeszcze powrócił do swoich zasadniczych tematów: młodości, wolności, namiętności i manipulacji politycznej ciałem i świadomością, biorąc na kanwę wzbudzający kontrowersje we Włoszech przypadek Eluany Englaro. Utwór został zaprezentowany na 69. MFF w Wenecji, a Fabrizio Falco otrzymał nagrodę im. Marcello Mastroianniego dla najlepszego młodego aktora.
Bellocchio zasiadał w jury konkursu głównego na 60. MFF w Cannes (2007). W 2014 roku otrzymał Nagrodę Specjalną David di Donatello za całokształt twórczości.

## Znaczenie
Marco Bellocchio jest autorem filmów fabularnych, dokumentalnych i krótkometrażowych, realizowanych zarówno dla telewizji i kina, obejmujących szeroki zakres gatunkowy i tematyczny. Jego twórczość ma charakter osobisty, odzwierciedlając jego bezkompromisowe poglądy i ambicje artystyczne. Podczas swojej 50-letniej pracy twórczej Bellocchio zakwestionował panujące ideologie konfrontując kościół z radykalną lewicą i rzucając wyzwanie takim pojęciom jak moralność i rodzina w sposób, który uczynił go jednym z najważniejszych twórców włoskich i, wraz z Bernardo Bertoluccim i Pier Paolo Pasolinim, wiodącą postacią w dziedzinie kultury dla następnych pokoleń Włochów.

## Filmografia[a]

### Film fabularny
| Rok  | Tytuł polski                       | Tytuł oryginalny                                                  |
| ---- | ---------------------------------- | ----------------------------------------------------------------- |
| 1965 | Pięści w kieszeni                  | I pugni in tasca                                                  |
| 1967 | Chiny są blisko                    | La Cina è vicina                                                  |
| 1969 |                                    | Discutiamo, discutiamo, odcinek w Amore e rabbia (Miłość i gniew) |
| 1972 | W imię ojca                        | Nel nome del padre                                                |
| 1972 | Dajcie sensację na pierwszą stronę | Sbatti il mostro in prima pagina                                  |
| 1976 | Marsz triumfalny                   | Marcia trionfale                                                  |
| 1977 | Mewa                               | Il gabbiano (film TV)                                             |
| 1980 | Skok w pustkę                      | Salto nel vuoto                                                   |
| 1980 |                                    | Vacanze in Val Trebbia                                            |
| 1982 | Oczy, usta                         | Gli occhi, la bocca                                               |
| 1984 | Henryk IV                          | Enrico IV                                                         |
| 1986 | Diabeł wcielony                    | Diavolo in corpo                                                  |
| 1988 | Sabat czarownic                    | La visione del sabba                                              |
| 1991 | Wyrok                              | La condanna                                                       |
| 1994 | Sen motyla                         | Il sogno della farfalla                                           |
| 1996 | Książę Homburg                     | Il principe di Homburg                                            |
| 1999 | Niańka                             | La balia                                                          |
| 2002 | Czas religii                       | L'ora di religione                                                |
| 2003 | Witaj, nocy                        | Buongiorno, notte                                                 |
| 2006 | Reżyser ceremonii ślubnych         | Il regista di matrimoni                                           |
| 2006 |                                    | Sorelle                                                           |
| 2009 | Zwycięzca                          | Vincere                                                           |
| 2010 |                                    | Rigoletto a Mantova (opera TV)                                    |
| 2010 |                                    | Sorelle Mai                                                       |
| 2012 | Śpiąca królewna                    | Bella addormentata                                                |
| 2015 | Krew z mojej krwi                  | Sangue del mio sangue                                             |
| 2019 | Zdrajca                            | Il tradittore                                                     |

### Krótki metraż, dokument
| Rok  | Tytuł polski | Tytuł oryginalny                                                              |
| ---- | ------------ | ----------------------------------------------------------------------------- |
| 1961 |              | Abbasso lo zio                                                                |
| 1961 |              | La colpa e la pena                                                            |
| 1962 |              | Il Ginepro fatto uomo                                                         |
| 1969 |              | Viva il primo maggio rosso e proletario                                       |
| 1969 |              | Il popolo calabrese ha rialzato la testa                                      |
| 1975 |              | Matti da slegare                                                              |
| 1979 |              | La macchina cinema                                                            |
| 1993 |              | L'uomo dal fiore in bocca                                                     |
| 1975 |              | Matti da slegare                                                              |
| 1995 |              | Sogni infranti                                                                |
| 1997 |              | Elena (TV)                                                                    |
| 1998 |              | Alfabeto italiano                                                             |
| 1999 |              | Nina                                                                          |
| 2000 |              | Un filo di passione                                                           |
| 2000 |              | L'affresco                                                                    |
| 2002 |              | Oggi è una bella giornata                                                     |
| 2002 |              | La primavera del 2002 – L’Italia protesta, l’Italia si ferma (dokument video) |
| 2002 |              | Appunti per un film su Zio Vania                                              |
| 2002 |              | Addio del passato...                                                          |